# 葛原妙子
葛原 妙子（くずはら たえこ、1907年（明治40年）2月5日 - 1985年（昭和60年）9月2日）は、日本の歌人。短歌結社潮音社友、日本歌人クラブ会員、女人短歌会会員。現代歌人協会発起人。南日本新聞歌壇選者。現代短歌女流賞選考委員。

## 人物
東京市出身。東京府立第一高等女学校（現・東京都立白鷗高等学校）卒業。父は外科医の山村正雄、母は俳人のつね。夫の葛原輝は外科医。長女は児童文学者の猪熊葉子。
超現実主義短歌を推進し、戦後の歌壇に大きな影響を与えた代表的歌人の一人である。日常のうちに「見てはならぬものを視、聞いてはならぬものを聴きだし」（菱川善夫）、その景色を自ら「表現の我儘についてゆるし得る限界」とする破調の歌に詠むその歌風から、「現代の魔女」「球体の幻視者」（中井英夫）、「幻視の女王」（塚本邦雄）と称されることが多い。

## 略歴
- 1907年（明治40年） - 東京市本郷区（現文京区千駄木）に生まれる。
- 1910年（明治43年） - 父母兄妹と別れ他家に預けられ、福井市の父方の伯父のもとで、母の顔を知らずに育つ。
- 1924年（大正13年） - 東京府立第一高等女学校卒業。
- 1926年（大正15年） - 東京府立第一高等女学校高等科国文科卒業。
- 1927年（昭和 2年） - 葛原輝と結婚。千葉市に住む。
- 1929年（昭和 4年） - 夫の九州帝国大学医学部勤務に伴い、福岡市に住む。
- 1935年（昭和10年） - 夫が大田区山王に外科病院を開設し、以後定住。
- 1939年（昭和14年） - 潮音社友となり、太田水穂、四賀光子に師事。
- 1944年（昭和19年） - 三児をかかえて長野県浅間山山麓に疎開し越冬。
- 1945年（昭和20年） - 帰京。母つねの死を人づてに知る。
- 1947年（昭和22年） - 父正雄の死を看取る。
- 1948年（昭和23年） - 女人短歌会創立、会員となる。森岡貞香を知る。
- 1950年（昭和25年） - 第一歌集『橙黄』を上梓。釋迢空、中井英夫に対面。
- 1954年（昭和30年） - 第三歌集『飛行』を上梓。
- 1956年（昭和31年） - 現代歌人協会の発起人に加わる。室生犀星に対面。
- 1957年（昭和32年） - 「原牛」を『短歌研究』に発表。塚本邦雄に対面。
- 1960年（昭和35年） - 第五歌集『原牛』を上梓。
- 1963年（昭和38年） - 第六歌集『葡萄木立』を上梓。
- 1964年（昭和39年） - 日本歌人クラブ賞受賞。南日本新聞歌壇選者就任。
- 1970年（昭和45年） - 第七歌集『朱霊』を上梓。
- 1971年（昭和46年） - 迢空賞受賞。
- 1974年（昭和49年） - 三一書房から『葛原妙子歌集』が刊行。
- 1977年（昭和52年） - 第八歌集『鷹の井戸』を上梓。
- 1978年（昭和53年） - 第四歌集『薔薇窓』を上梓（制作時期でいえば第四歌集にあたるが、出版時期が遅れた）。
- 1981年（昭和56年） - 季刊短歌誌「をがたま」を創刊、編集発行者となる。
- 1982年（昭和57年） - 塚本邦雄が花曜社から『百珠百華：葛原妙子の宇宙』を刊行（2002年、砂子屋書房から再刊）。
- 1983年（昭和58年） - 「をがたま」を終刊し作家活動を終える。
- 1985年（昭和60年） - 長女葉子からカトリックの洗礼を受ける。9月2日、多発性脳梗塞と肺炎の併発[1]により東京都大田区の田園調布中央病院で死去[1][2]。

## 作品リスト

### 歌集
- 『橙黄』（女人短歌会、1950年）
- 『縄文』（未刊歌集、『葛原妙子歌集』（三一書房、1974年）所収）
- 『飛行』（白玉書房、1954年）
- 『原牛』（白玉書房、1959年）
- 『葡萄木立』（白玉書房、1963年）
- 『朱霊』（白玉書房、1970年）
- 『葛原妙子歌集』（三一書房、1974年）
- 『鷹の井戸』（白玉書房、1977年）
- 『薔薇窓』（白玉書房、1978年）
- 『葛原妙子歌集』（国文社〈現代歌人文庫〉、1986年）ISBN　978-4-7720-0193-9
- 『葛原妙子全歌集』（短歌新聞社、1987年）
- 『葛原妙子全歌集』（砂子屋書房、森岡貞香編、2002年）ISBN　978-4-7904-0676-1
- 『葛原妙子歌集』（書肆侃侃房、川野里子編、2021年）ISBN　978-4-86385-491-8

## 関連書籍
- 塚本邦雄『百珠百華：葛原妙子の宇宙』花曜社、1982年。ISBN　978-4-87346-034-5
  - 塚本邦雄『百珠百華：葛原妙子の宇宙』砂子屋書房、2002年。ISBN　978-4-7904-0641-9
  - 塚本邦雄『新版　百珠百華──葛原妙子の宇宙』書肆侃侃房、2024年。ISBN　978-4-86385-617-2
- 稲葉京子『葛原妙子』本阿弥書店〈鑑賞・現代短歌〉、1992年。ISBN　978-4-89373-049-7
- 川野里子『幻想の重量：葛原妙子の戦後短歌』本阿弥書店、2009年。ISBN　978-4-7768-0580-9
  - 『幻想の重量：葛原妙子の戦後短歌』（新装版）書肆侃侃房、2021年。ISBN　978-4-86385-476-5
- 寺島博子『葛原妙子と齋藤史：『朱霊』と『ひたくれなゐ』』六花書林、2017年。ISBN　978-4-907891-38-1
- 川野里子『葛原妙子：見るために閉ざす目』笠間書院〈コレクション日本歌人選070〉、2019年。ISBN　978-4-305-70910-3
- 「特集：葛原妙子」短歌ムック『ねむらない樹』7号（書肆侃侃房、2021年）所収。ISBN　978-4-86385-474-1
- 濱田美枝子『『女人短歌』　小さなるものの芽生えを、女性から奪うことなかれ』書肆侃侃房、2023年。ISBN　978-4-86385-581-6
- 金子冬実『まぼろしの枇杷の葉蔭で　祖母、葛原妙子の思い出』書肆侃侃房、2023年。ISBN　978-4-86385-590-8